# Magdalenenretabel

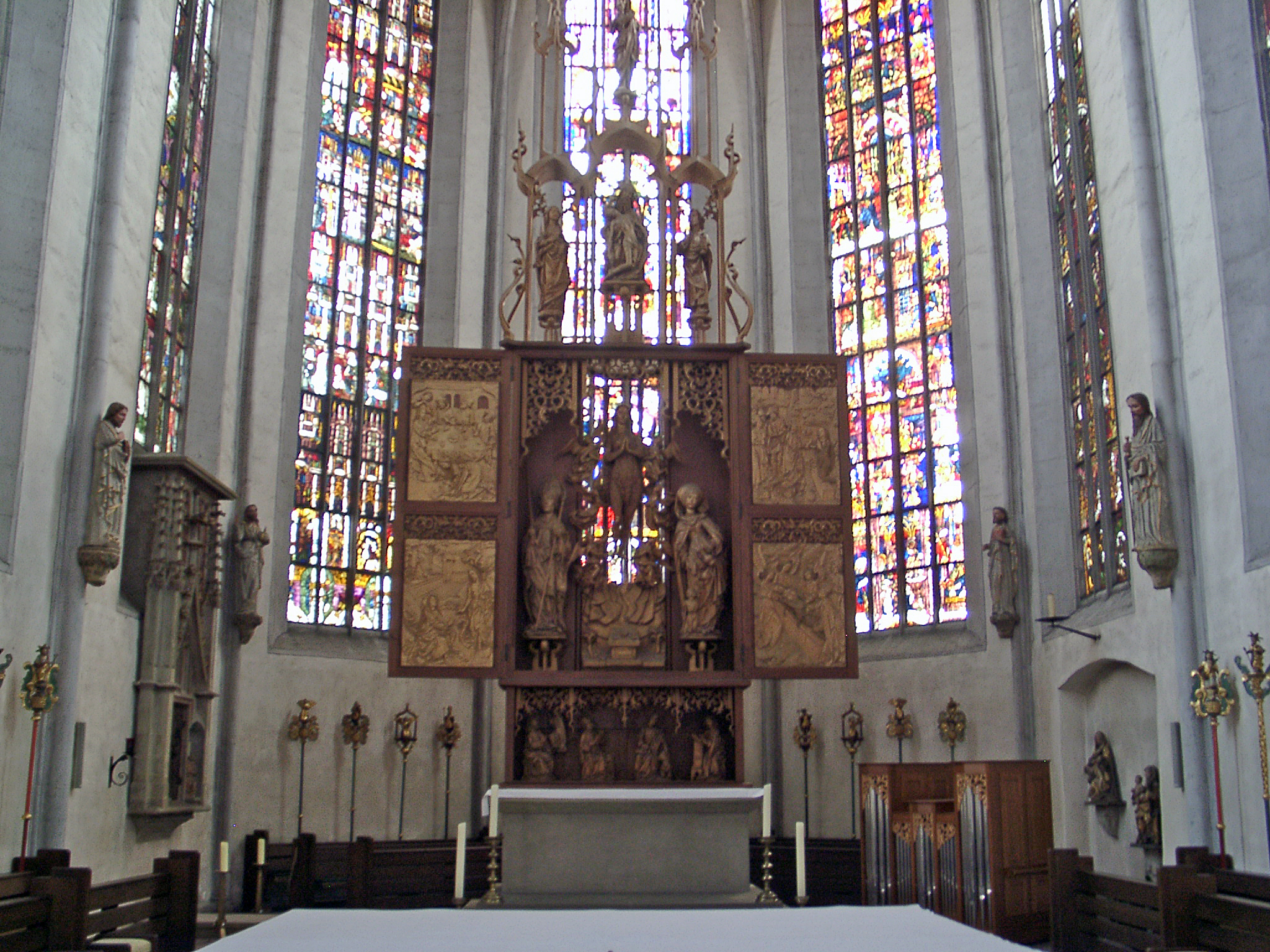
Das Magdalenenretabel.

Das Magdalenenretabel (auch: Münnerstädter Altar) ist ein Retabel, das zwischen 1490 und 1492 vom Würzburger Bildhauer Tilman Riemenschneider für den Altar der römisch-katholischen Kirche St. Maria Magdalena in Münnerstadt im unterfränkischen Landkreis Bad Kissingen geschaffen wurde.

## Geschichte

### Altarretabel von Tilman Riemenschneider

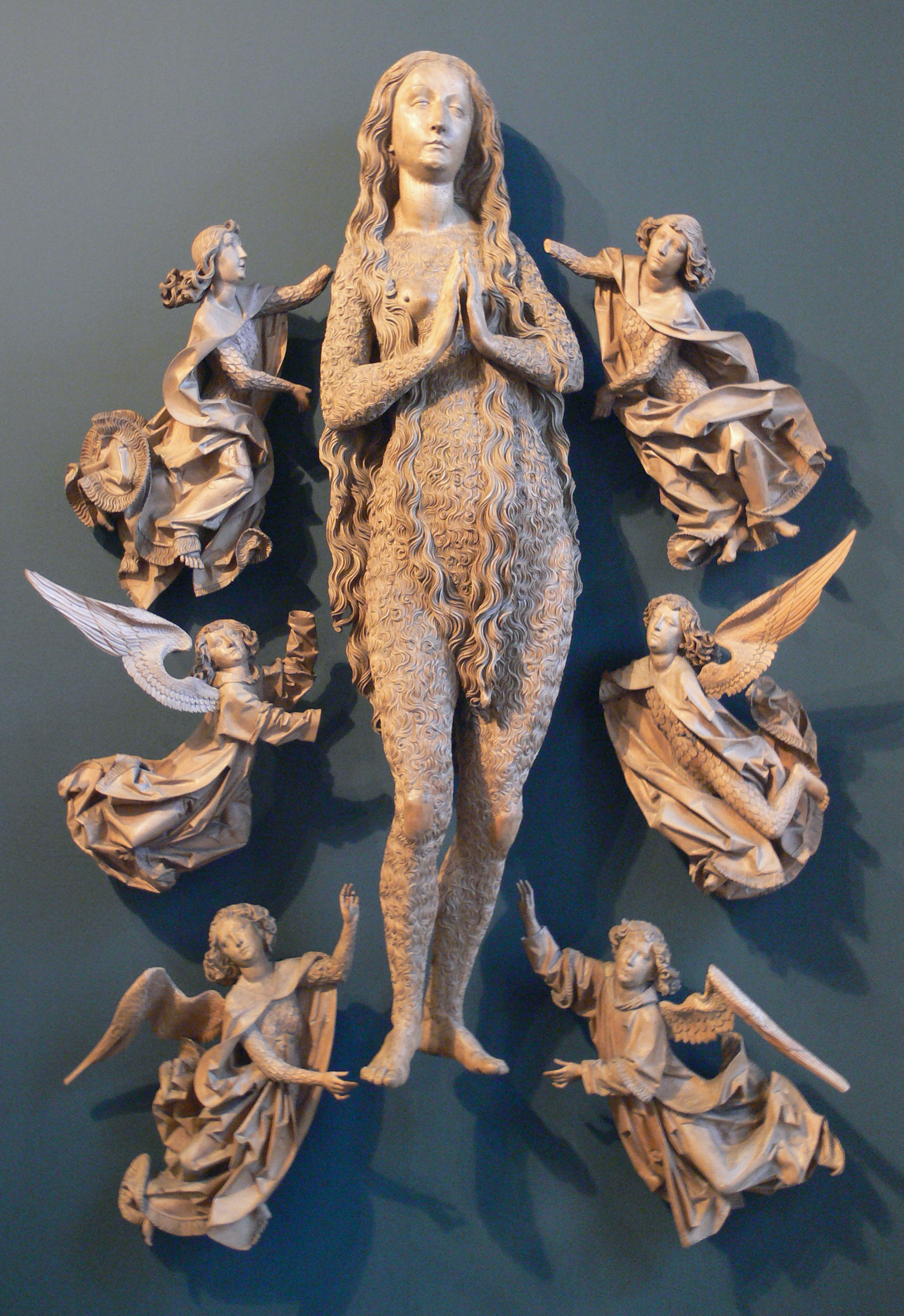
Figur der Maria Magdalena. (Original im Bayerischen Nationalmuseum, München)

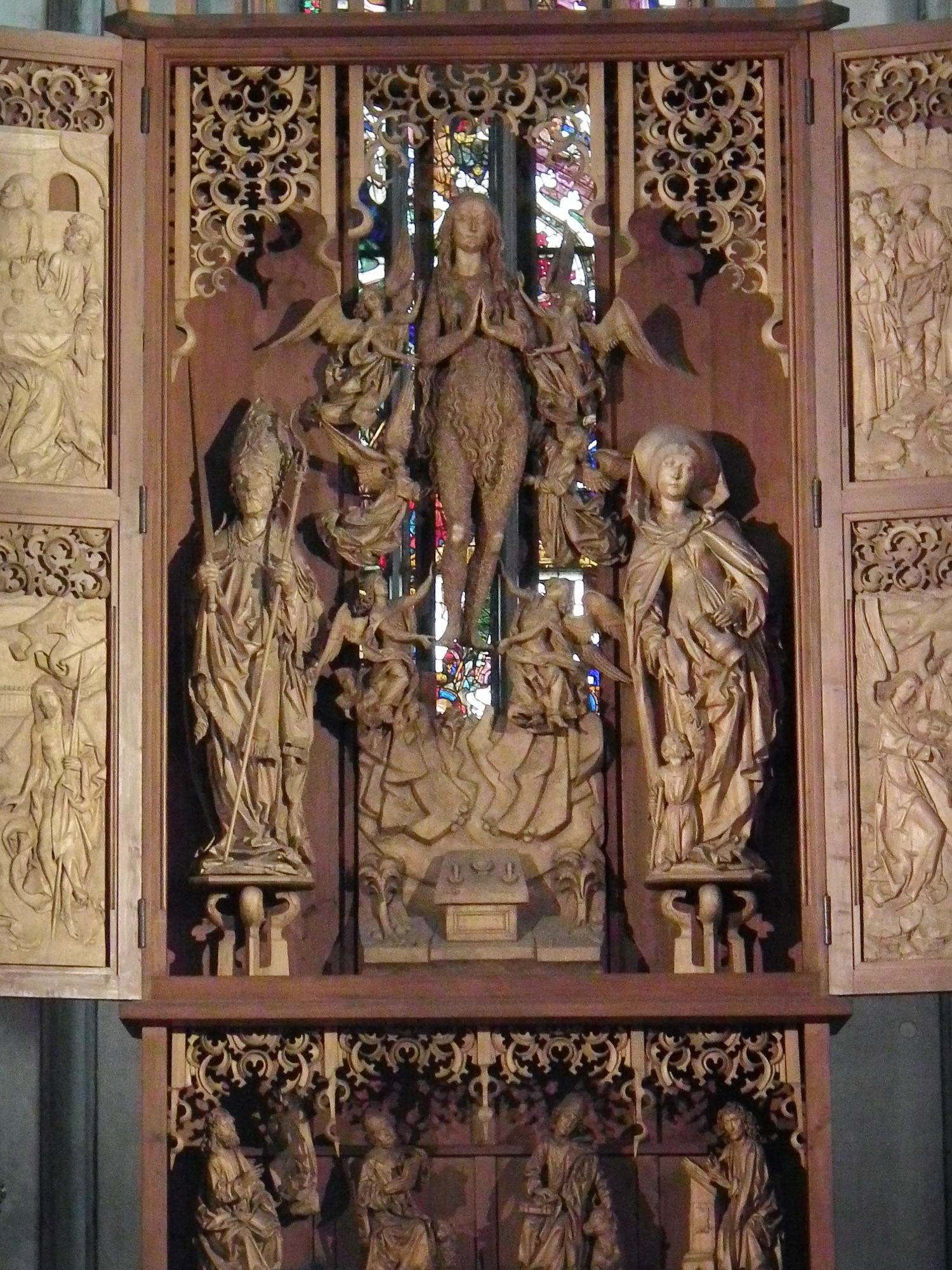
Maria Magdalena, mit Darstellungen des hl. Kilian (links) und der hl. Elisabeth (rechts).

Am 26. Juni 1490 erhielt Tilman Riemenschneider vom Münnerstädter Rat und den Kirchenpflegern in Gegenwart von Nikolaus Molitor von Ebern, Komtur des Deutschen Ordens, Pfarrer Johann König von Arnstein sowie zwei Vertretern der Grafen von Henneberg den Auftrag, »ein werck einer tafeln, vff den hoen altare ... in kore gehorig, nach anzeige einer visire [Aufrisszeichnung] loblich zu fertigen«. Der Lohn sollte 145 Gulden betragen sowie der Altar an Ostern 1492 aufgestellt werden.
Riemenschneiders maßstäbliche Konstruktionszeichnung ist verloren gegangen, doch lässt sich das geplante Aussehen des Retabels durch die erhalten gebliebenen Ausführungsbestimmungen nachvollziehen.
Im Inneren des zentralen Schreins sollte auf dem mittleren von drei Bildern Maria Magdalena zu sehen sein, die von sechs Engeln über eine Wüstenlandschaft mit geschmücktem Altar emporgehoben wird; ein siebter Engel sollte eine Krone über ihr Haupt halten. Maria sollte vollkommen nackt, nur von ihrem Haupthaar bedeckt, dargestellt werden; dieser Typus beruht auf einer Vermischung mit der Legende der Maria von Ägypten. Auf der einen Seite des Retabels sollte die hl. Elisabeth von Thüringen, auf der anderen Seite der hl. Kilian zu sehen sein. Im Gesprenge sollte die göttliche Dreifaltigkeit in Form des Gnadenstuhls von einem Marienbild sowie dem Evangelisten Johannes flankiert werden. Über der Dreifaltigkeit sollte Johannes der Täufer zu sehen sein. Die Predella sollte Darstellungen der vier Evangelisten Matthäus, Markus, Lukas und Johannes beinhalten. Auf den Innenseiten der beiden Schreinflügel sollten insgesamt vier Reliefs zu sehen sein: auf dem rechten Flügel die Salbung von Jesu Füßen durch Maria Magdalena und die Begegnung Maria Magdalenas mit dem wiederauferstandenen Christus sowie auf dem linken Flügel die letzte Kommunion der Maria Magdalena durch Bischof Maximinus von Aix und die Engel, die Maria Magdalenas Beerdigung durchführen.
Das Retabel wurde mit Verspätung im Herbst 1492 und mit geringfügigen Abweichungen von den Entwürfen aufgestellt; die letzte Abschlagszahlung quittierte Riemenschneider am 30. September 1492.
Das 15 Meter hohe Magdalenenretabel für St. Maria Magdalena war möglicherweise Riemenschneiders erster Hochaltar. Es zählte zu den ersten Altären ihrer Zeit, deren Figuren nicht mit dem sonst üblichen Farbüberzug versehen, also nicht gefasst, wurden, sondern mit einem mit Farbpigmenten versehenen Leimüberzug lasiert wurden. Lediglich die Augensterne der Skulpturen wurden schwarz gemalt und die Münder mit einer leichten Rottönung versehen. Ob Entscheidung gegen die Farbfassung und für den Leimüberzug auf Riemenschneider oder seine Auftraggeber zurückgeht und aus welchen Gründen dies geschah, lässt sich nicht mehr belegen.

### Teile des Altars heute

#### Original
- Oben: Gnadenstuhl; Johannes der Täufer; Johannes der Evangelist
- Hauptteil: hl. Kilian; hl. Elisabeth; Relieftafeln rechts

#### Kopien in Münnerstadt, angefertigt von Lothar Bühner (Bad Neustadt)
- Hauptteil: Maria Magdalena umgeben von Engeln 1976–77 (Original im Bayerischen Nationalmuseum, München); Relieftafeln links 1992 (Die obere Originaltafel befindet sich ebenfalls im Nationalmuseum; die untere Originaltafel befindet sich in der Skulpturensammlung, Berlin)[1]
- Unten: Die Vier Evangelisten 1978 (Original in der Skulpturensammlung, Berlin)

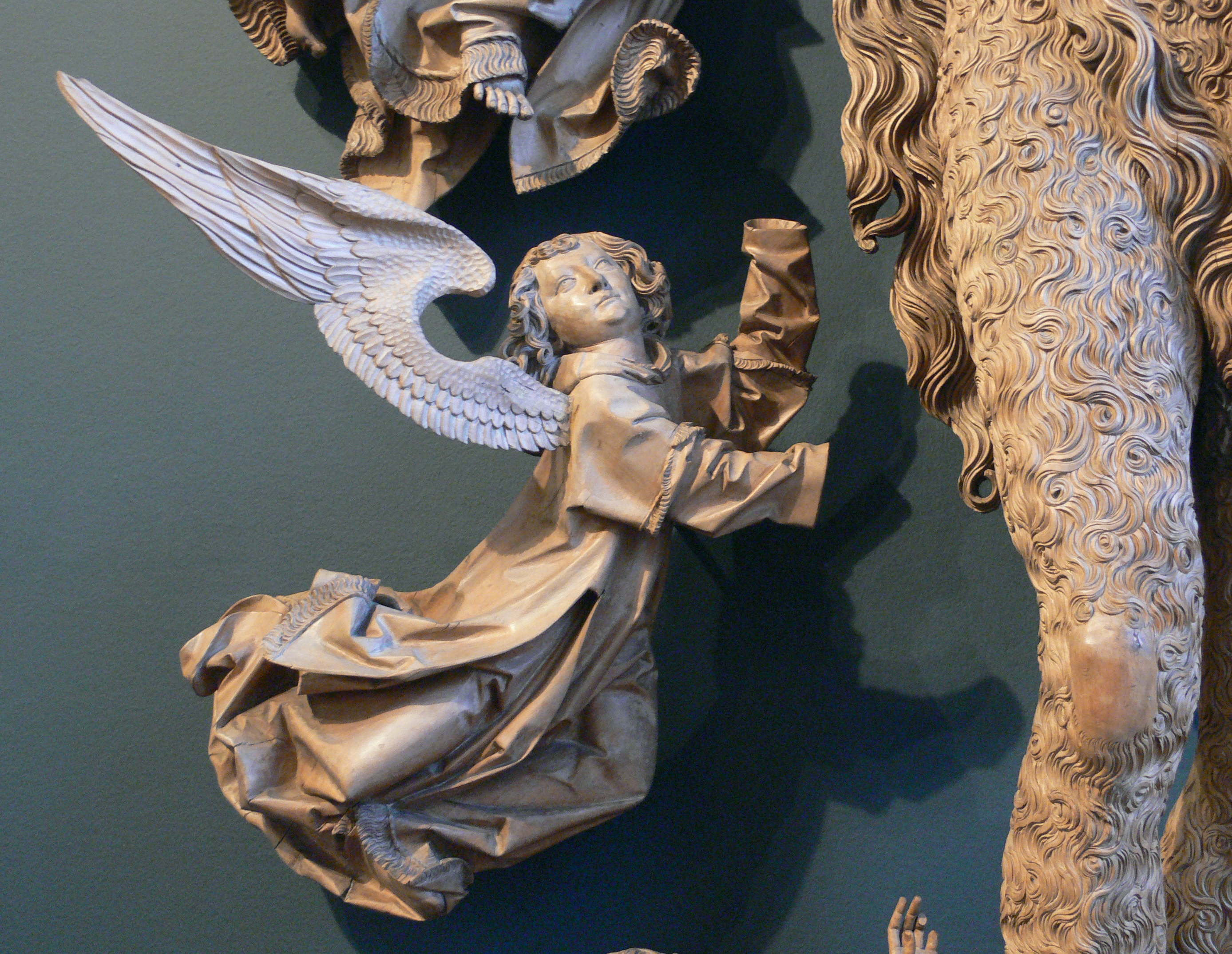
Alles über dem Gnadenstuhl, sowie die pflanzlichen Dekors sind nicht historisch, sondern moderne Ergänzungen durch Julian Weber (Vasbühl).  - Engel an der Magdalenenfigur (Detailaufnahme).
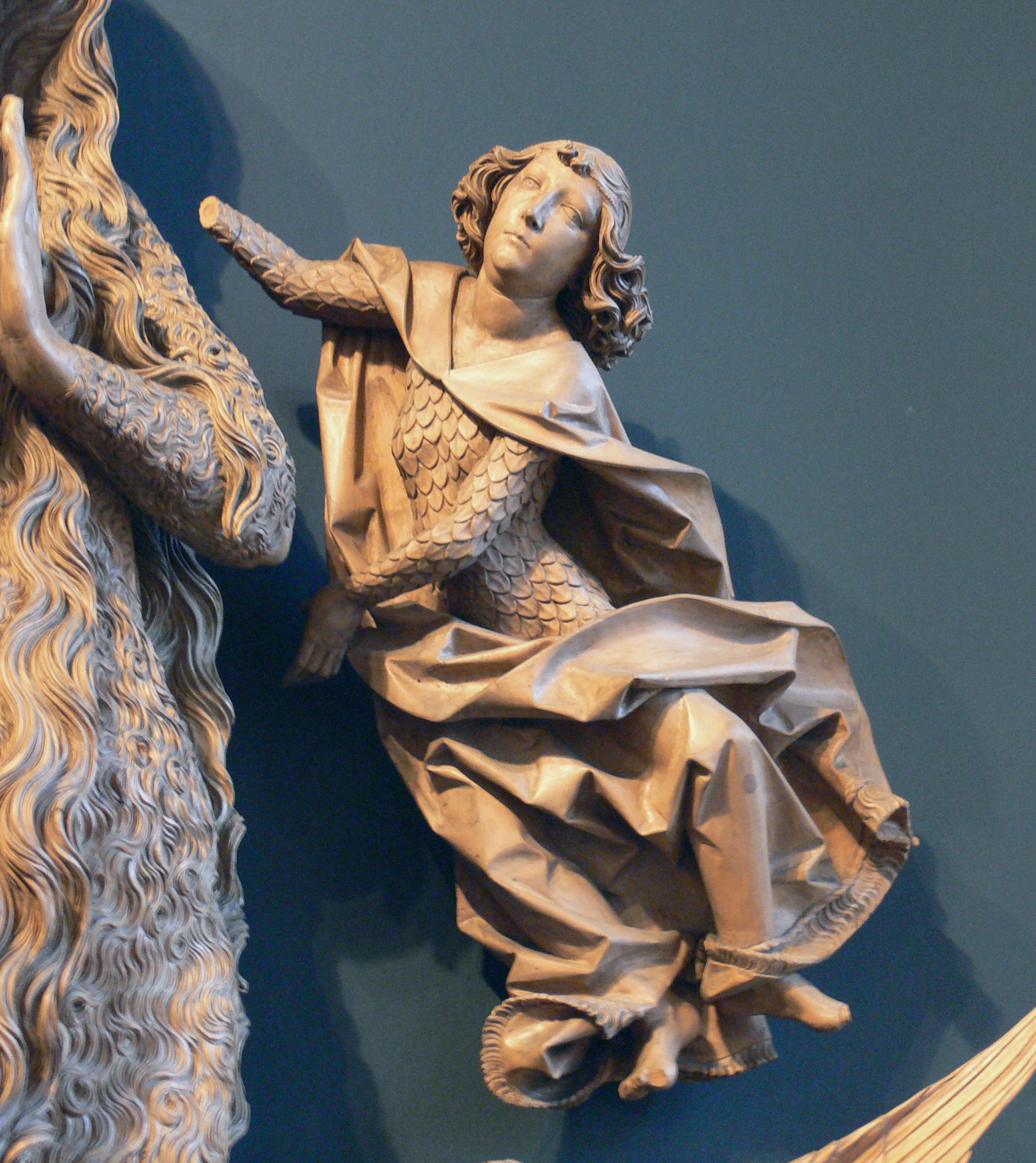
Engel an der Magdalenenfigur (Detailaufnahme).
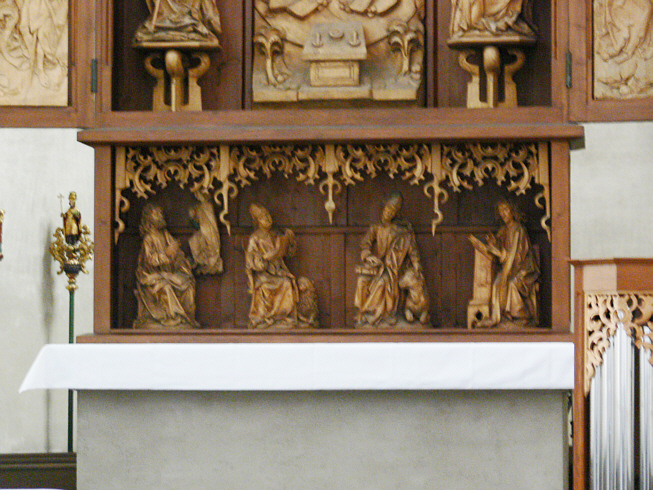
Predella des Magdalenenretabels mit den Vier Evangelisten.
  - Engel an der Magdalenenfigur (Detailaufnahme).
  - Predella des Magdalenenretabels mit den Vier Evangelisten.

### Bearbeitung durch Veit Stoß

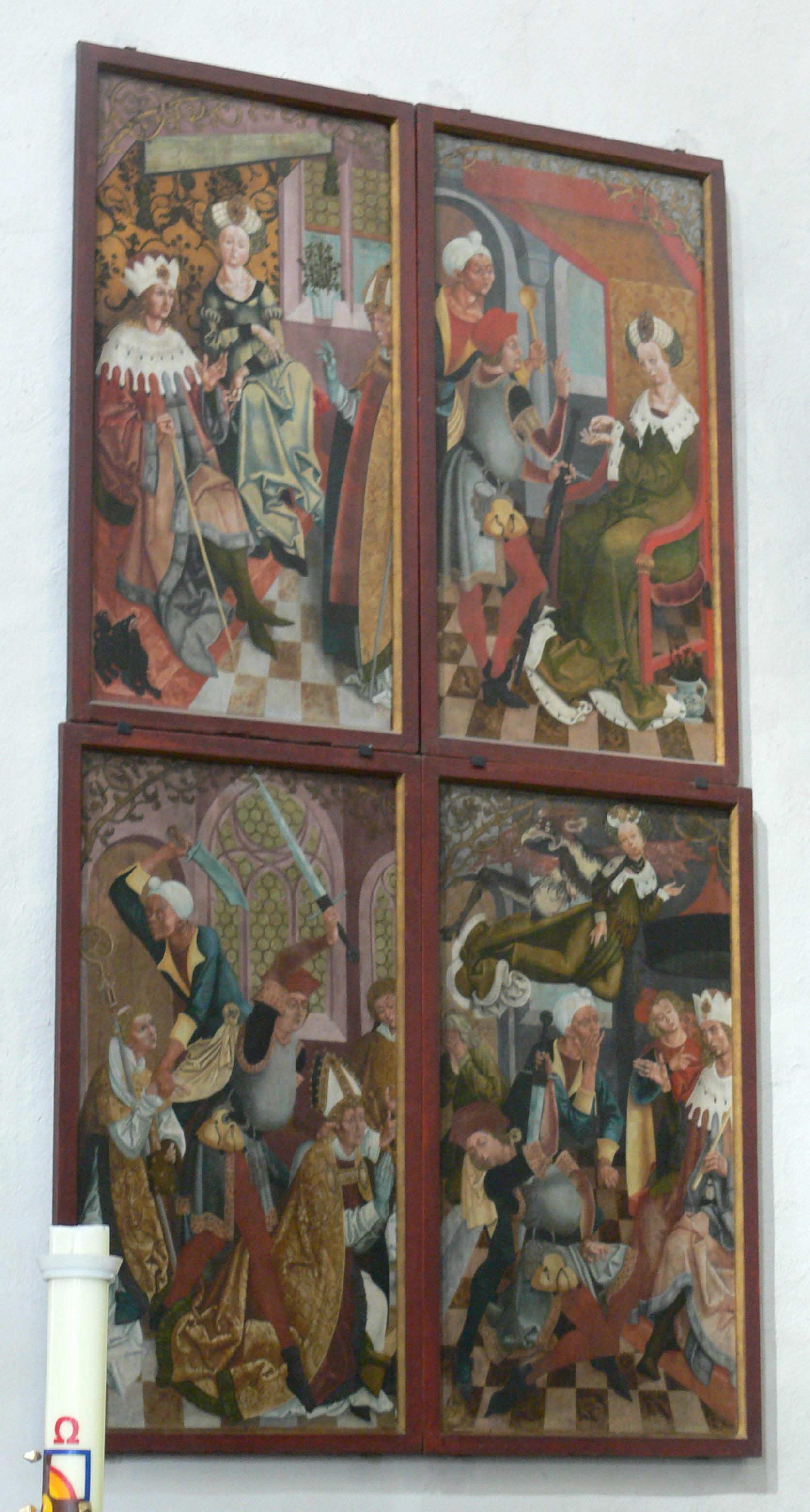
Tafelbilder von Veit Stoß.

Im Jahr 1497 wurde das erste Mal angedacht, eine konventionelle Farbfassung anzubringen; ein Maler aus Haßfurt bewarb sich um diesen Auftrag. Der Auftrag für das Fassen und das Vergolden des Altars ging schließlich im Jahr 1504 an den Nürnberger Bildhauer und Maler Veit Stoß. Dieser war kurz zuvor – nachdem er einen Schuldschein gefälscht hatte und ihm in Nürnberg der Prozess drohte –  zu seinem Schwiegersohn Jörg Trummer nach Münnerstadt geflohen. Veit Stoß erhielt für die Ausführung des wohl durch seinen Schwiegersohn vermittelten Auftrags 220 Gulden. Die Höhe des Lohns liegt wohl in der Anschaffung der benötigten Farben und Metalle begründet.
Zusätzlich schuf Veit Stoß vier Tafelbilder mit einer Darstellung der Verschwörung der Gailana, die zum Märtyrertod der hl. Kilian, Kolonat und Totnan führte. Es handelt sich bei den Bildern um die einzigen erhaltenen Gemälde von Veit Stoß. Ein Vergleich mit der entsprechenden Darstellung am Kiliansfenster der St. Maria-Magdalena-Kirche lässt vermuten, dass Veit Stoß sich bei seiner Ausführung von der Darstellung des Kiliansfensters inspirieren ließ. Dies äußert sich beispielsweise in der Darstellung einiger Figuren sowie der Darstellung ganzer Szenen wie der Szene der Ermordung Kilians.
Zu einem unbekannten Zeitpunkt wurden die vier Tafeln seitlich beschnitten. Heute befinden sie sich an der Nordwand (links) des Chores.

### Abriss und Rekonstruktion
Im Jahr 1649/53 wurde der Riemenschneider-Altar abgebaut, einzelne Teile des Altars wurden veräußert. Zwei Teile befinden sich heute in der Skulpturensammlung der Staatlichen Museen zu Berlin – Preußischer Kulturbesitz: die Figurengruppe Die Vier Evangelisten und die Relieftafel Die Erscheinung Christi vor Maria Magdalena. Im Bayerischen Nationalmuseum in München befinden sich ebenfalls Originale. Das Marienbild aus dem Gesprenge ist jedoch verschollen.
Im Rahmen der Kirchenrenovierung (1970–1979) wurde in den Jahren 1979 bis 1981 der Riemenschneider-Altar rekonstruiert, wobei die noch erhaltenen Bestandteile des Altars restauriert wurden und Bildhauer Lothar Bühner Kopien der einst verkauften Bestandteile der Mittelgruppe anfertigte. Weitere an der Rekonstruktion Beteiligte waren der Künstler Julian Walter aus Vasbühl (heute Ortsteil von Werneck), der für das Gesprenge, das Schleierwerk, die Figurensockel und die Wüstenlandschaft unter der Magdalenendarstellung zuständig war, sowie der Münnerstädter Schreinermeister Josef Weiß.
Der restaurierte Hochaltar wurde im Jahr 1981 geweiht.